# Stångskär (norr Vårdö, Åland)
Stångskär är en ö i Åland (Finland). Den ligger i den nordöstra delen av landskapet, 40 km nordost om huvudstaden Mariehamn. Arean är 0,38 kvadratkilometer.
Terrängen på Stångskär är mycket platt. Öns högsta punkt är 11 meter över havet. Den sträcker sig 1,0 kilometer i nord-sydlig riktning, och 0,9 kilometer i öst-västlig riktning.